# Edraianthus serbicus
Edraianthus serbicus är en klockväxtart som först beskrevs av Anton Joseph Kerner, och fick sitt nu gällande namn av Petrovic. Edraianthus serbicus ingår i släktet Edraianthus och familjen klockväxter. Inga underarter finns listade i Catalogue of Life.

## Bildgalleri

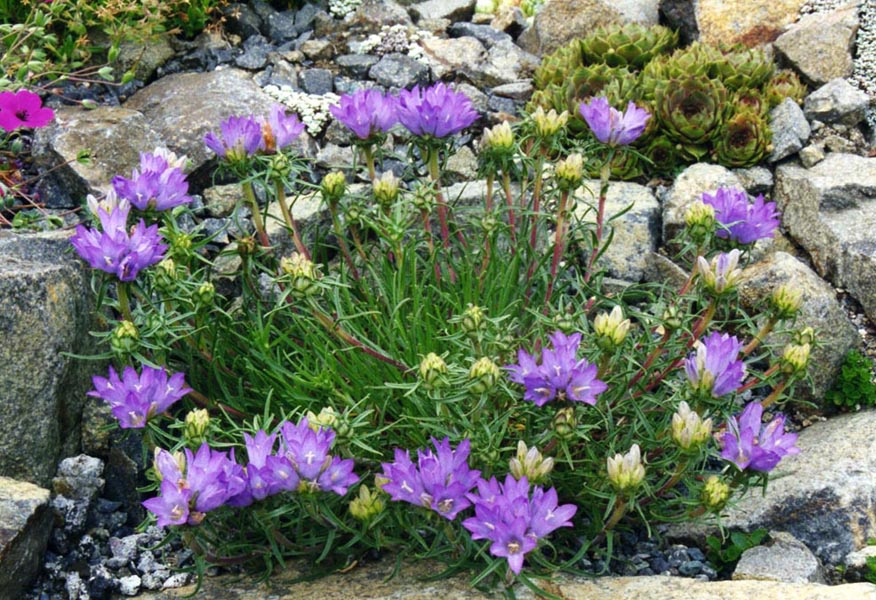
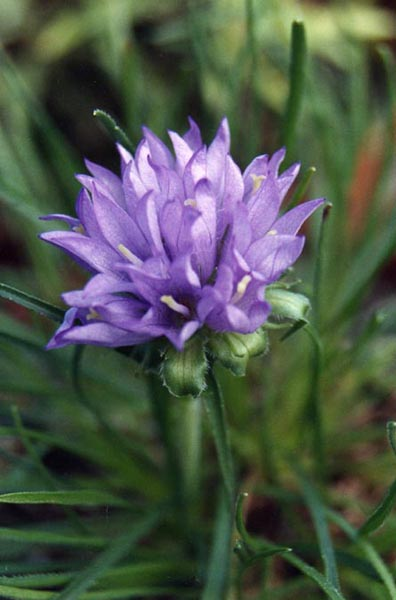
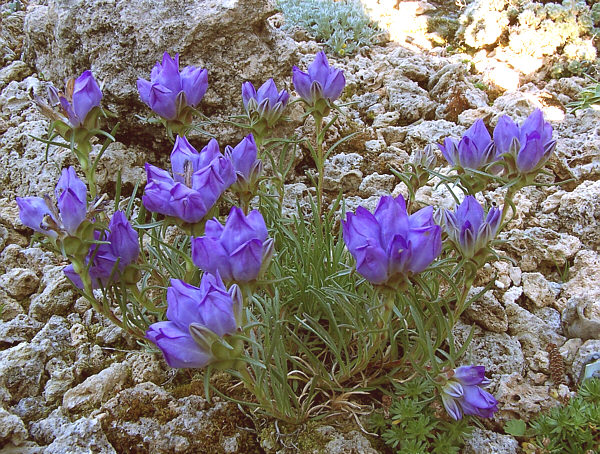
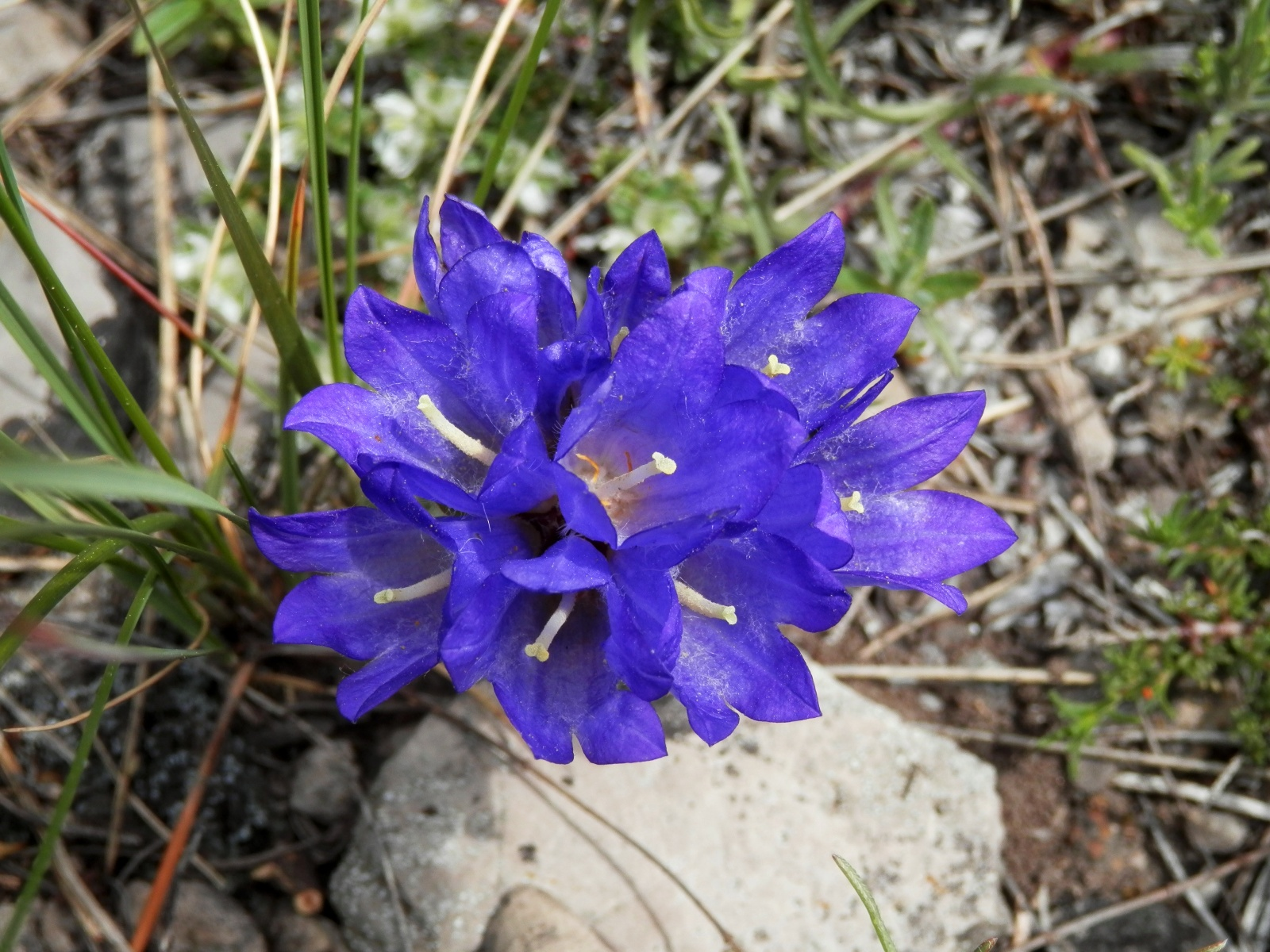